# 4378 Voigt
4378 Voigt là một tiểu hành tinh vành đai chính với chu kỳ quỹ đạo là 1601.0374723 ngày (4.38 năm).
Nó được phát hiện ngày 14 tháng 5 năm 1988.